# C/2017 E1 (Borisov)
C/2017 E1 (Borisov) — одна з гіперболічних комет. Абсолютна величина комети разом з комою становить 14.3m.

## Історія
Комета відкрита 1 березня 2017 року. Була 17.0m на момент відкриття.